# Lars Jacobsson (läkare)
Lars Henning Jacobsson, född 19 september 1942 i Hässleholm, död 26 oktober 2024 i Umeå, var en svensk läkare.
Jacobsson blev medicine kandidat 1963, medicine licentiat 1969  och medicine doktor vid Umeå universitet 1975 på avhandlingen "Therapeutic abortion" on demand: a social-psychiatric study of some background factors in legal abortion. Han var förtroendeläkare vid Statens personalnämnds regionkontor i Umeå från 1971  samt blev professor i psykiatri vid Umeå universitet 1980  och överläkare och klinikchef vid sektorklinik 1 inom den psykiatriska vården i Umeå samma år.